# Mari Chordà
Mari Chordà Recasens, també coneguda com a Meri Chordà (Amposta, 1942), amb nom de ploma Mari Chordà, és una artista, pintora, poeta i activista sociocultural feminista catalana.

## Biografia
Pionera en l'expressió visual de la sexualitat femenina lliure i de l'experiència de la maternitat, i autora dels contes i poemes Quadern del cos i de l'aigua, amb dibuixos de Montse Clavé, una de les primeres publicacions a Catalunya que descriu obertament la descoberta i la vivència de la sexualitat lèsbica. Fundadora del local "Lo Llar" a Amposta (1968) on es van fer concerts de Nova Cançó i actes de reivindicació social i cultural durant el final del franquisme, i de l'espai laSal Bar Biblioteca Feminista (amb Carme Casas, Sat Sabater, Montse Solà i María José Quevedo) al carrer Riereta de Barcelona, lloc d'esbarjo, d'acollida i intercanvi cultural per moltes dones des de 1977 fins al 1979. Autora de la carpeta de poesia i litografies titulada ...i moltes altres coses que va circular de manera anònima en les ''Primeres Jornades Catalanes de la Dona'' al Paranimf de la Universitat de Barcelona, 1976.
Amant del treball col·lectiu entre dones, Mari Chordà fou també cofundadora i gestora de laSal edicions de les dones amb Mariló Fernandez, Isabel Martínez i Isabel Monteagudo (1978-1990), una empresa cultural femenina a la qual es van afegir: Mireia Bofill, María José Quevedo, Maria Bauçà, Carme Casas, Montserrat Abelló, Mercè Fernàndez, Goya Vivas i Isabel Segura). Des de publicacions de laSal creà i impulsà l'Agenda de les dones, des de 1978-1990, i més tard, amb Conxa Llinàs (Les Pumes) la recreen i mantenen des de 1996 a 2009. Participà activament en la lluita per la recuperació de l'espai i el llegat de l'avui conegut com a Centre de Cultura de Dones Francesca Bonnemaison.
En la passada dècada es van realitzar dues exposicions retrospectives de la seva obra: Mari Chordà. Passar i traspassar 1960-2000, a cura de Marisa Díez de la Fuente, a Amposta (2000) que va itinerar a Tortosa i Vinc d'una zona humida. Mari Chordà, a cura de Marta Darder, al Centre de Cultura de Dones Francesca Bonnemaison, Barcelona (2006). La seva obra ha format part de l'exposició The World goes Pop, realitzada a la Tate Modern de Londres el 2015 i estan incloses a la col·lecció del MNCARS. Actualment continua la seva activitat expositiva i d'escriptura, així com el seu activisme sociocultural, especialment vinculada a Ca la Dona, espai on col·labora habitualment.
L'any 2022 el Museu Nacional d'Art de Catalunya, prenent el nom del llibre Maternasis de Núria Pompeia, va presentar una exposició de creadores que han treballat temes dels quals la dona ha estat desposseïda, com l'embaràs. A més de les obres de Mari Chordà, també s'hi van exhibir obres de la mateixa Núria Pompeia, Roser Bru i Parvine Curie. El mateix any va obtenir el guardó a l'artista consolidada dels premis GAC que concedeix el Gremi de Galeries d'Art de Catalunya, en el marc de la 15a edició de la Nit del Galerista, per l'exposició Una artista feminista pionera, que va presentar la galeria Mayoral. Un any més tard, l'any 2023, el Museu Nacional d'Art de Catalunya va exposar obres de l'artista a l'exposició temporal titulada Quina humanitat? La figura humana després de la guerra (1940-1966).
L'Ajuntament d'Amposta li va dedicar una plaça el 2021. A les festes majors de l'any següent, on va ser-ne la pregonera, criticà els tradicionals actes taurins ampostins qualificant-los com a tortura.